# کاریرا
کاریرا (به پرتغالی: Carira) یک منطقهٔ مسکونی در برزیل است که در سرژیپه واقع شده‌است. کاریرا ۶۳۶٫۵ کیلومتر مربع مساحت و ۲۲٬۲۳۹ نفر جمعیت دارد و ۳۵۱ متر بالاتر از سطح دریا واقع شده‌است.